# Lampe à incandescence halogène

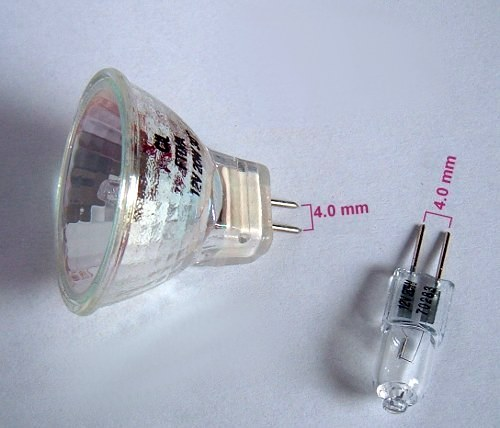
Deux types classiques de lampes à incandescence halogènes d'intérieur.

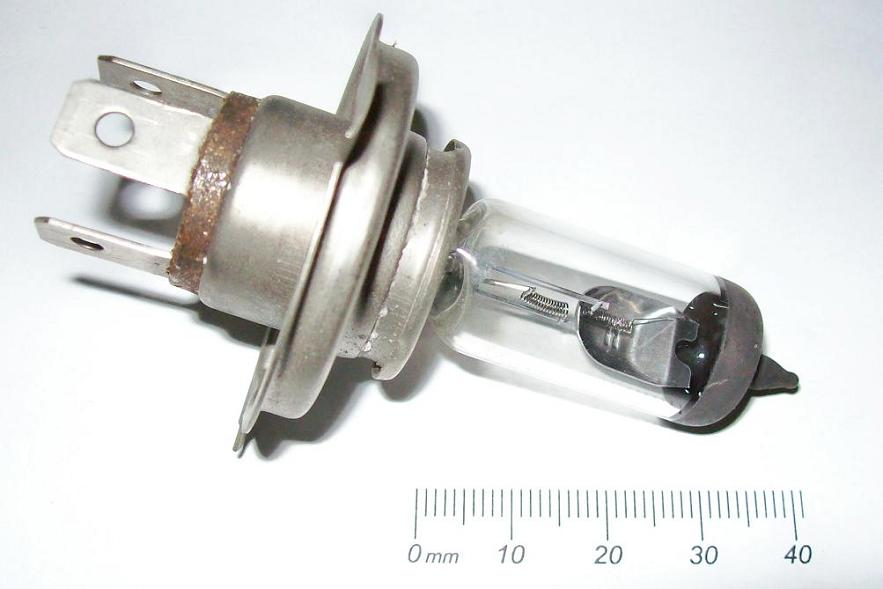
Une lampe de type H4, très répandue dans l'automobile.

Une lampe à incandescence halogène produit de la lumière de la même façon qu'une lampe à incandescence, en portant à incandescence un filament de tungstène, mais dans une petite ampoule en verre de quartz remplie de gaz halogénés (iode et brome) à basse pression. Cette ampoule fonctionne à de hautes températures où la convection des gaz halogènes permet la régénération en continu du filament, au moins partiellement, ce qui augmente la durée de vie de l'ampoule.

## Chronologie
- 1878 : Joseph Swan invente la lampe à incandescence pour laquelle il reçoit un brevet en 1878. Sa maison (à Gateshead, Angleterre) est la première dans le monde à être éclairée par une ampoule électrique[1] ;
- 1879 : Thomas Edison après l'invention de Joseph Swan, dépose le brevet de l'ampoule électrique à base de filament en bambou du Japon sous faible tension dans une ampoule de verre sous vide[2],[3],[4],[5] ;
- 1882 : Edwin A. Scribner brevette une lampe à filament carbone utilisant du chlore pour prévenir l'assombrissement de l'enveloppe[6] ;
- 1959 : l'usage de l'iode est proposé dans un brevet de 1933, qui décrit également le cycle de redéposition du tungstène sur le filament. En 1959 Edward G. Zubler et Frederick Mosby, employés de General Electric inventent la lampe à incandescence halogène[7].
- 2008 : les États de l'Union européenne (UE) ont approuvé le 8 décembre 2008 l'interdiction progressive des lampes à incandescence classiques à partir du 1er septembre 2009 avec un abandon total en 2012. Le passage à des méthodes d'éclairages moins dépensières en énergie permettra selon l'UE de réduire les émissions de dioxyde de carbone de 15 millions de tonnes par an[8].
- 2018 : initialement prévue pour le 1er septembre 2016[9], l'interdiction de la production et de la commercialisation dans l'Union européenne des lampes halogènes alimentées par le réseau domestique, principalement les lampes avec un culot GU10, est effective au 1er septembre 2018[10],[11].

## Fonctionnement

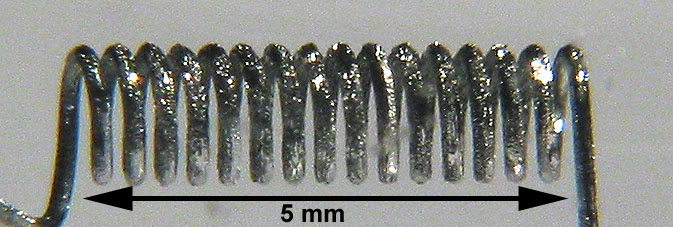
Filament après quelques centaines d'heures d'utilisation.

La lampe à incandescence halogène fonctionne ainsi[réf. nécessaire] :
- par sublimation de ses atomes de tungstène, le filament vaporise de la matière ;
- du fait de la température de l'ampoule, les vapeurs de tungstène ne se déposent pas sur le verre de quartz mais s'associent avec le gaz halogène ;
- par convection naturelle, le gaz se rapproche du point chaud et les atomes de tungstène se déposent à nouveau sur le filament sous l’effet de la chaleur, mais de façon aléatoire.

## Avantages et inconvénients
Les principaux avantages et inconvénients par rapport aux ampoules classiques sont listés ci-dessous.
Avantages :
- aucun risque sanitaire : elles peuvent être jetées avec les ordures ménagères ;
- allumage instantané ;
- qualité et quantité de lumière identiques pendant toute la durée de vie ;
- rendement lumineux 30 % supérieur (25 lm/W, pour les dernières générations de lampe halogène à 230 V), par rapport à celui d'une ampoule à incandescence classique[12] (par exemple une ampoule halogène 100 W éclaire autant qu'une incandescence classique de 130 W) ;
- très bon rendu des couleurs (indice de rendu de couleur de 95 à 100, qualité de lumière chaude, blanche et éclatante) ;
- taille nettement inférieure à celle des lampes à incandescence classiques, permettant l’intégration dans de multiples formes ;
- peu consommatrice d'énergie à la fabrication par rapport aux lampes fluorescentes ou fluocompactes ;
- facilement recyclable (ne contient pas de produits dangereux comme le mercure des ampoules fluorescentes) ;
- disponible sous une large variété de culots (E27, B22, E14, GU4, G4, GU5.3, AR111, etc.).

Inconvénients :
- durée de vie limitée : 2 000 à 4 000 heures[13] (durée doublée avec l'halogène à réflecteur d'infrarouge HIR utilisant la technologie IRC Infra Red Coating[réf. nécessaire]) ;
- risques de brûlures du fait de la température de l'ampoule ;
- supportent moins les marches/arrêts répétés (switch) que les LED ;
- résistent peu aux chocs et vibrations ;
- prix d'achat plus important qu'une incandescence ;
- émission d'ultraviolets de ces ampoules qui ne sont pas plein spectre[pas clair] ;
- production et réapprovisionnement des stocks interdits par l'Union européenne à compter du 1er septembre 2018 ;
- consommation élevée (jusqu'à 500 W) par rapport aux ampoules basse consommation et plus encore par rapport aux LED.

## Utilisations et diversifications
Ces dernières années[Quand ?], les lampes à halogène se sont multipliées dans les foyers :

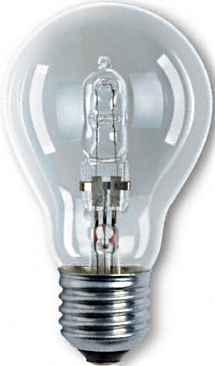
Lampe à incandescence halogène montée dans un culot à vis E27. Ce type de lampe est apparu peu avant 2010, lorsque les lampes à incandescence classiques ont commencé à être interdites de vente dans certains pays.

- Lampes fonctionnant à la tension du secteur, c’est-à-dire en basse tension (230 {\displaystyle \pm }10 % volts), mais utilisant une douille classique (vis ou baïonnette). Elles sont souvent dotées d'une ampoule externe de forme traditionnelle, en verre, qui protège le tube de verre de quartz, plus petit et évite de pouvoir toucher l'ampoule interne.
- Lampe très basse tension, c’est-à-dire inférieure à 50 volts (le plus souvent 12 volts), fonctionnant avec une alimentation spécifique, transformateur ou convertisseur électronique, destinée à alimenter de petits spots ou des lampes de bureau (ces lampes incorporent souvent un réflecteur dichroïque). Ces lampes très basse tension ont un meilleur rendement lumineux (lm/W) que les lampes fonctionnant à la tension du secteur car le filament plus court et de section plus importante peut être porté plus haut en température.

### Automobile et moto
Les lampes à halogènes sont également très utilisées dans le domaine de l’automobile et de la moto. Leur dénomination commence par la lettre H :
- H1, H2, H3 et H7 : lampe de 55 W à un filament ;
- H4 : lampe à deux filaments (version homologuée 55 et 60 W) pour l’éclairage route et croisement ;
- H4 : lampe à deux filaments (version non homologuée pour la route 90 et 100 W) pour l’éclairage sur circuit.

| Catégorie | Filaments | Puissance nominale (Phare/code si applicable)               | Commentaires                                    | Image |
| --------- | --------- | ----------------------------------------------------------- | ----------------------------------------------- | ----- |
| H1        | 1         | 6 et 12 V : 55 W 24 V : 70 W                                | CEE, États-Unis, Japon P14.5s base              |       |
| H2        | 1         | 6 et 12 V : 55 W 24 V : 70 W                                | CEE, États-Unis, Japon P14.5s base              |       |
| H3        | 1         | 6 et 12 V : 55 W 24 V : 70 W                                | CEE, États-Unis, Japon PK22s base               |       |
| H4        | 2         | 6 et 12 V : 60 et 55 W 24 V : 75 et 70 W                    | CEE, Japon P43t-38 base US designation 9003/HB2 |       |
| H7        | 1         | 12 V : 55 W 24 V : 70 W                                     | CEE, États-Unis, Japon PX26d base               |       |
| H8        | 1         | 12 V : 35 W                                                 | CEE, États-Unis PGJ19-1 90° base                |       |
| H8B       | 1         | 12 V : 35 W                                                 | CEE, États-Unis PGJY19-1 socketless base        |       |
| H9        | 1         | 12 V : 65 W                                                 | CEE, États-Unis PGJ19-5 90° base                |       |
| H9B       | 1         | 12 V : 65 W                                                 | CEE, États-Unis PGJY19-5 socketless base        |       |
| H10       | 1         | 12 V : 42 W                                                 | CEE, États-Unis PY20d 90° base                  |       |
| H11       | 1         | 12 V : 55 W 24 V : 70 W                                     | CEE, États-Unis PGJ19-2 90° base                |       |
| H11B      | 1         | 12 V : 55 W 24 V : 70 W                                     | CEE, États-Unis PGJY19-2 socketless base        |       |
| H12       | 1         | 12 V : 53 W                                                 | CEE, États-Unis PZ20d 90° base                  |       |
| H13       | 2         | 12 V : 60 et 55 W                                           | CEE, États-Unis P26.4t 180° base                |       |
| H13A      | 2         | 12 V : 60 et 55 W                                           | CEE, États-Unis PJ26.4t 90° base                |       |
| H14       | 2         | 12 V : 60 et 55 W                                           | CEE, Japon P38t base                            |       |
| H15       | 2         | 12 V : 55 et 15 W 15 W filament pour fonctionnement de jour | CEE, États-Unis PGJ23t-1 socketless base        |       |
| H21W      | 1         | 12 et 24 V : 21 W                                           | CEE BAY9s base                                  |       |
| H27W/1    | 1         | 12 V : 27 W                                                 | CEE US désignation : 880 PG13 180° base         |       |
| H27W/2    | 1         | 12 V : 27 W                                                 | CEE US désignation : 881 PGJ13 90° base         |       |
| HB3       | 1         | 12 V : 60 W                                                 | CEE, États-Unis P20d 90° base                   |       |
| HB3A      | 1         | 12 V : 60 W                                                 | CEE, États-Unis P20d 180° base                  |       |
| HB4       | 1         | 12 V : 51 W                                                 | CEE, États-Unis P22d 90° base                   |       |
| HB4A      | 1         | 12 V : 51 W                                                 | CEE, États-Unis P22d 180° base                  |       |
| HIR1      | 1         | 12 V : 60 W                                                 | CEE, États-Unis PX20d 90° base                  |       |
| HIR2      | 1         | 12 V : 55 W                                                 | CEE, États-Unis PX22d 90° base                  |       |
| HS1       | 2         | 6 et 12 V : 35 W                                            | CEE PX43t base                                  |       |
| HS2       | 1         | 6 et 12 V : 15 W                                            | CEE PX13.5s                                     |       |
| HS5       | 2         | 12 V : 35 W                                                 | CEE P23t base pour motocyclettes                |       |
| HS6       | 2         | 12 V : 40 et 35 W                                           | CEE PX26.4t base                                |       |